# بلا لون
بلا لون (به انگلیسی: Bella Lune) یک گروهٔ موسیقی در سبک دارک ویو و دریم پاپ است که در سال ۲۰۰۷ در شهر فینیکس، آریزونا، ایالات متحده آمریکا شکل گرفت. این گروه با ترکیب عناصری از دارک ویو، پست-پانک، سینث-پاپ، شوگیز و موسیقی اتریل، فضایی شبیه به رؤیا و حالت خلسه‌وار در موسیقی خود ایجاد می‌کند. گروهٔ بلا لون از بسیاری از گروه‌های موسیقی پست پانک و موج نو دههٔ ۸۰ میلادی به‌عنوان منابع الهام خود یاد می‌کند، از جمله کیور، جوی دیویژن، دپش مد، کوکتو تویینز، نیو اردر، سوزی اند د بنشیز، باوهاوس و لاو اند راکتز.